# Tramwaje w Stralsundzie

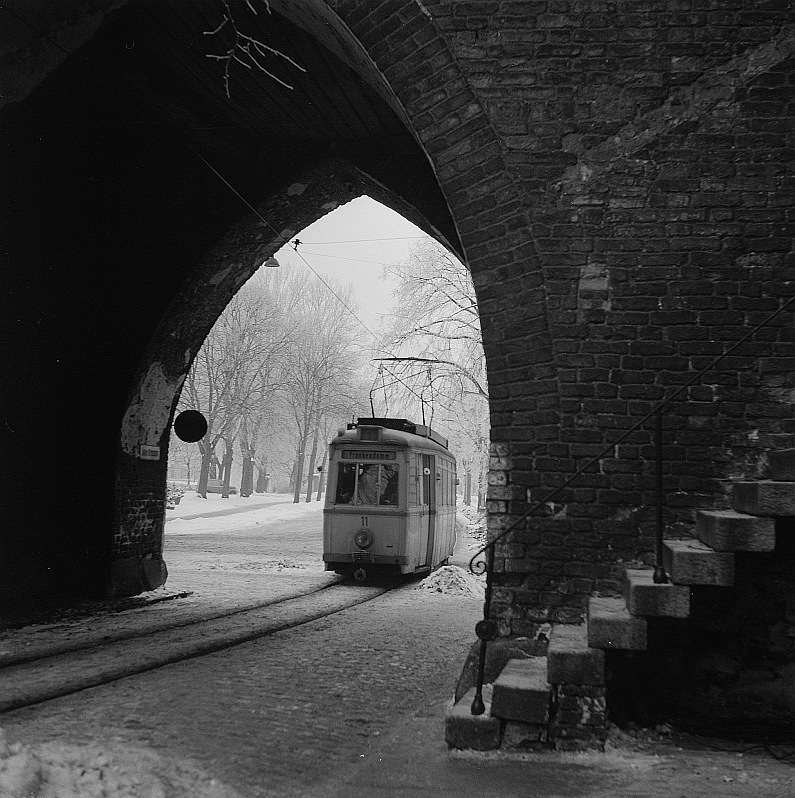
Tramwaj pod Kniepertor w Stralsundzie w 1963

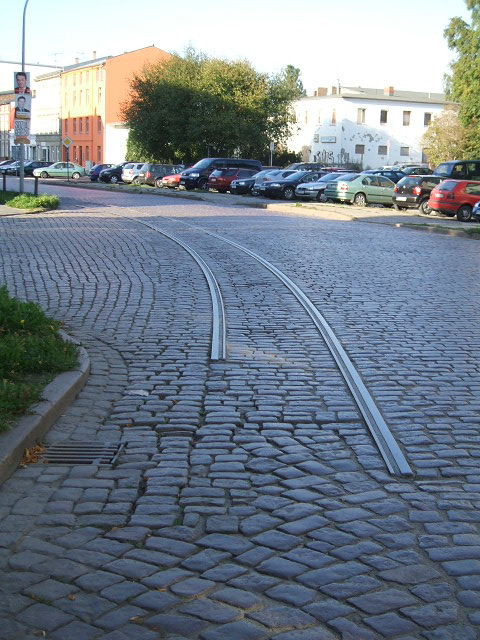
Pozostałość linii tramwajowej na Frankendamm w 2006

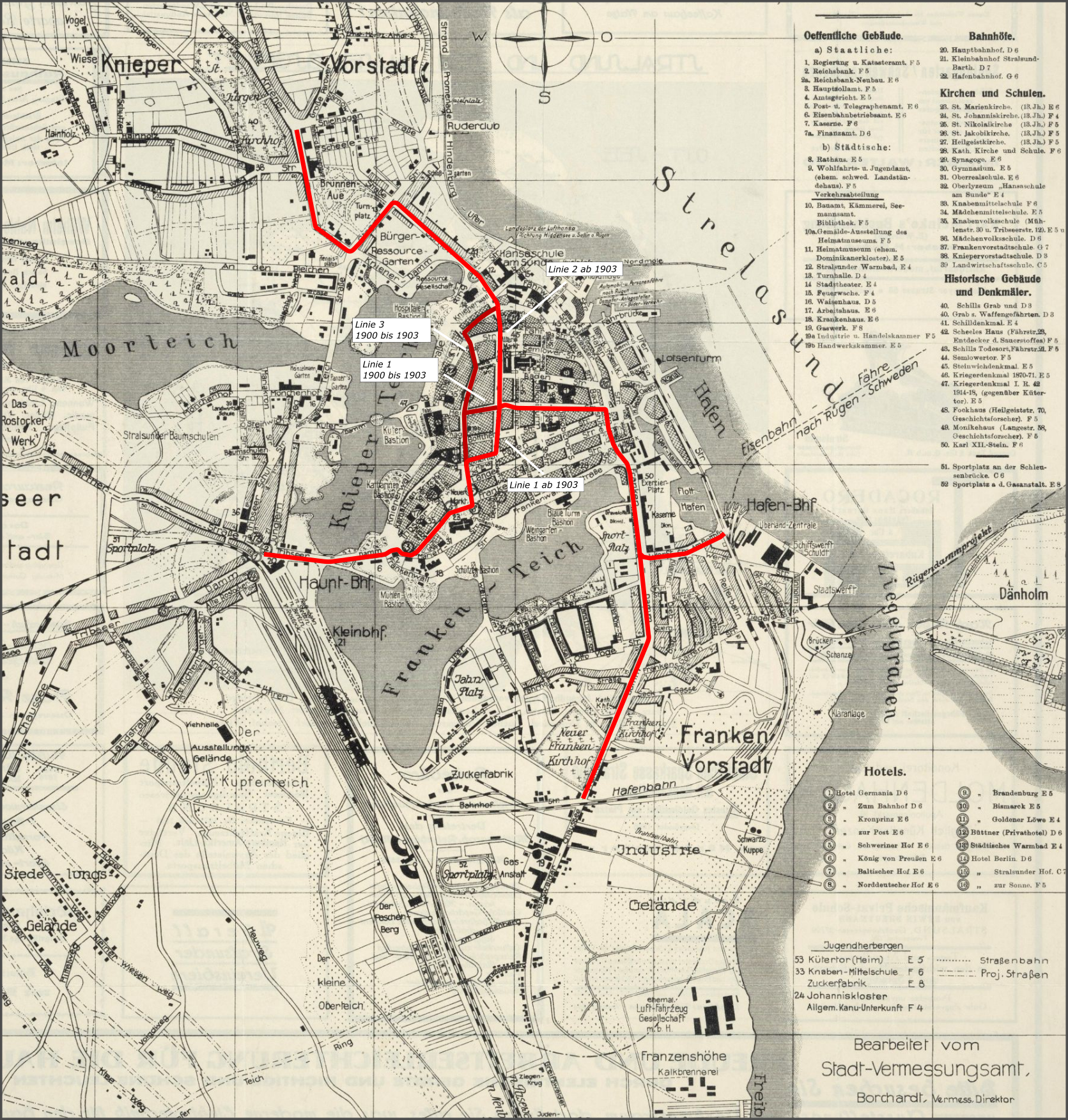
Plan miasta z lat 30. XX w. z naniesionym przebiegiem tras tramwajowych

Tramwaje w Stralsundzie – zlikwidowany system komunikacji tramwajowej w niemieckim mieście Stralsund, działający w latach 1900–1966.

## Historia

### Do 1914
30 czerwca 1898 złożono wniosek o budowę linii nr 1 na trasie:
- Knieperdamm/Teichstraße – Tribseer Damm – Bahnhofstraße – Hauptbahnhof

3 lipca 1899 rozpoczęto pierwsze prace budowlane. Do budowy linii wykorzystano rowkowe szyny typu „Phoenix”. Rozstaw szyn wynosił 1000 mm. Sieć trakcyjną była wykonana z drutu miedzianego o przekroju 53 mm. Otwarcie linii zaplanowano na 1 października, jednak z powodu nieukończenia linii tramwajowej otwarcie przesunięto. 29 grudnia 1899 zakończono budowę zajezdni tramwajowej. Oficjalne otwarcie sieci nastąpiło 24 marca 1900. Dzień później tramwaje wyjechały na trzy linie:
- 1: Hauptbahnhof – Mönchstraße – Heilgeiststraße – Frankendamm – Hafenbahnhof
- 2: Hafenbahnhof – Frankendamm – Frankenfriedhof
- 3: Heilgeiststraße – Mönchstraße – Schillstraße – Knieperdamm – Kirchhofstraße (Hainholzstraße)

Niedługo potem tramwaje na linii nr 2 kursowały na innej trasie:
- Heilgeiststraße – Frankenfriedhof

Łączna długość tras wynosiła około 6 km. Do obsługi trzech linii posiadano 7 wagonów silnikowych i 4 wagony doczepne. Początkowo w mieście nie było wyznaczonych żadnych przystanków pośrednich. Jeszcze w tym samym roku utworzono 23 przystanki stałe. 14 lipca 1903 przeniesiono torowisko linii nr 1 z Mönchstraße na Ossenreyerstraße oraz linii nr 3 na Ossenreyerstraße, dzięki temu zlikwidowano torowiska na Mönchstraße i Mühlenstraße. Następnie wprowadzono nowy układ linii:
- 1: Hauptbahnhof – Neuer Markt – Heilgeiststraße Frankendamm – Hafenbahnhof / Frankenfriedhof
- 2: Heilgeiststraße – Ossenreyerstraße – Knieperdamm – Große Parower Straße[2]

W pierwszej połowie 1904 planowano przenieść końcowy fragment linii nr 1 w pobliżu dworca kolejowego. 17 listopada 1904 na linii do Knieperdamm zwiększono kursowanie tramwajów do taktu 10-minutowego. 29 maja 1905 otwarto nową końcówkę przy dworcu kolejowym. Od 27 lutego 1908 wprowadzono na próbę na linii nr 1 do dworca kolejowego także kursy nocne. Opłata za przejazd nocnym tramwajem wynosiła 20 fenigów. W 1908 planowano wybudować linię do Rostocker/Richtenberger Chaussee. Linii tej jednak nie zbudowano, ponieważ kolej nie zgadzała się na skrzyżowanie torów tramwajowych i kolejowych w jednym poziomie. 5 stycznia 1911 złożono projekt budowy linii tramwajowej na trasie:
- Hauptbahnhof – Jungfernstieg – Heinzelmann´s Garten – Teichstraße – Knieperdamm (połączenie z istniejącą linią)

Długość planowanej linii miała wynieść około 1,2 km. 24 stycznia projekt ten odrzucono, argumentując to między innymi złym stanem dróg i koniecznością budowy mostu.

### 1915−1939
12 listopada 1920 ze względu na trudną sytuację finansową przedsiębiorstwa wprowadzono 20-minutowy takt na obu liniach oraz zlikwidowano trzy przystanki. 15 września 1922 na linii do dworca kolejowego wprowadzono 10-minutowy takt, a na drugiej linii wprowadzono takt 40-minutowy. Cena biletu wynosiła 6 marek. 16 października 1922 złożono wniosek o likwidację tramwajów. 20 listopada 1922 zawieszono kursowanie tramwajów na obu liniach.
7 lipca 1924 rozpoczęto negocjację w sprawie ponownego uruchomienia tramwajów. Tramwaje na trasie Hauptbahnhof – Ossenreyerstraße miały kursować co 10 minut, natomiast na pozostałych odcinkach tramwaje miały kursować co 20 minut. Wznowienie kursowania tramwajów nastąpiło 4 sierpnia. Opłata za przejazd w ciągu dnia wynosiła 15 fenigów, wieczorem i wcześnie rano – 50 fenigów. 26 marca 1930 na linii nr 1 wprowadzono próbnie takt 7,5 minuty. 15 czerwca 1930 ostatni raz wykorzystywano w ruchu liniowym wagony doczepne, od tej pory wagony doczepne wykorzystywano sporadycznie. W październiku 1936 zlikwidowano kursy tramwajów na odcinku Frankendamm – Hafenbahnhof. Linia na pewnej długości była nadal wykorzystywana przy zjazdach i wyjazdach tramwajów z zajezdni. Wówczas układ linii był następujący:
- 1: Hauptbahnhof – Frankenfriedhof
- 2: Heilgeiststraße – Ossenreyerstraße – Knieperdamm – Große Parower Straße

W 1939 posiadano łącznie 14 tramwajów w tym:
- 13 wagonów silnikowych
- 1 wagon techniczny[5]

### po 1940
6 października 1944 z powodu bombardowań wstrzymano kursowanie tramwajów. Część wagonów została użyta jako barykady na ulicach, natomiast 5 wagonów zostało zniszczonych w czasie bombardowań. We wrześniu 1946 odbyły się pierwsze jazdy testowe. W latach 1946–1947 w zajezdni wyremontowano 4 tramwaje. 23 grudnia 1947 wznowiono kursowanie tramwajów na obu liniach:
- 1: Hauptbahnhof – Neuer Markt – Heilgeiststraße – Frankendamm – Frankenfriedhof
- 2: Heilgeiststraße – Ossenreyerstraße – Knieperdamm

W 1949 operator tramwajów stał się własnością miasta. Wówczas w mieście było 9 tramwajów. Do 1 stycznia 1950 elektrownia i tramwaje były zarządzane przez jedno przedsiębiorstwo. W 1951 wprowadzono do eksploatacji pierwsze po wojnie fabrycznie nowe tramwaje wyprodukowane przez 'VEB LOWA Waggonfabrik Werdau. W 1952 nieznacznie skrócono trasę linii nr 2 z dotychczasowej końcówki przy Großen Parower Straße do nowej Knieperdamm/Ecke Hainholzstraße. Wówczas także planowano budowę okólnej linii tramwajowej:
- Bahnhof –Bahnhofstraße – Werftstraße – Reiferbahn – Hafen – Fischmarkt – Seestraße – Knieperdamm – Friedrich-Engels-Straße – Jungfernstieg – Hauptbahnhof

Także w tym roku planowano budowę linii od dworca do Tribseer Damm/Einmündung Rostocker Chaussee. Jednak obu linii nie zbudowano. Od 1 kwietnia 1957 tramwajami zarządzał przewoźnik VEB Verkehrsbetriebe Stralsund. W 1957 wprowadzono do eksploatacji pierwszy tramwaj typu Gotha T57, któremu nadano nr 14. W 1959 wprowadzono drugi wagon tego typu (nr 15), był to ostatni nowy tramwaj w Stralsundzie. W 1959 przewieziono 1,4 mln pasażerów. 31 lipca 1960 zlikwidowano linię Ossenreyerstraße – Hauptbahnhof. 2 sierpnia oficjalnie zamknięto linię do dworca kolejowego oraz wprowadzono nowy układ linii:
- 1: Heilgeiststraße – Frankendamm – Frankenfriedhof
- 2: Heilgeiststraße – Ossenreyerstraße – Knieperdamm

30 marca 1961 zlikwidowano linię l i 2, a w ich miejsce uruchomiono linię nr 1. Od tej pory jedyna linia w mieście miała długość 3,5 km:
- Knieperdamm – Alter Markt – Ossenreyerstraße – Heilgeiststraße – Wasserstraße – Frankendamm – Frankenfriedhof

W latach 1964–1965 rozważano zamknięcie ostatniej linii tramwajowej i zastąpienie jej komunikacją autobusową, co ostatecznie nastąpiło 7 kwietnia 1966. Wagony po zamknięciu linii zezłomowano, a tramwaje typów: ET 50, ET 54, ET 57 w latach 1966–1967 wysłano do Gery.